# 20 horas en Los Ángeles
 20 Horas en Los Ángeles   es el decimosexto capítulo de la serie dramática El Ala Oeste.

## Argumento
El equipo de la Casa Blanca hace una visita relámpago a Los Ángeles para recaudar fondos para el partido demócrata, que incluye una fiesta en casa del jefe de los estudios, Ted Marcus. Este, al saber que el Presidente y su equipo no se van a oponer firmemente a una proyecto de ley para la prohibición de los matrimonios homosexuales, decide anular la fiesta. Al final |Josh le convencerá para no anular el evento, a cambio de modificar la política de la Casa Blanca en pro de los homosexuales.
Mientras, el Presidente tiene la ocasión de conocer, en el Air Force One, a la nueva agente encargada de velar por la seguridad de su hija, Gina Toscano (interpretada por Jorja Fox). Además, Josh aprovecha para verse con Joey Lucas, intentando iniciar una relación con ella. Pero la asesora política está saliendo con un eminente encuestador californiano, Al Kiefer. Este intenta convencer al Presidente de la necesidad de crear una ley que prohíba la quema de la bandera, pero no lo logra.
Mientras, la Ley por el etanol no puede salir sin el voto del Vicepresidente Hoynes, puesto que es además el presidente del Senado. Pero este se niega rotundamente, porque en campaña siempre consideró absurda esta fuente de energía. Leo hablará con él, pero finalmente quedará claro que no es una opción correcta para el medio ambiente.

## Curiosidades
- Hay un error en la trama. El Presidente está ansioso por ir a un restaurante mexicano, porque le encanta la enchilada. Pero en un episodio posterior, resulta que no le gusta absolutamente nada.
- Durante la fiesta, Donna se marcha a ver a Matthew Perry, aunque no aparece en pantalla. Varias temporadas después, el actor sería parte del plantel de la Serie El Ala Oeste.

## Enlaces
- Ficha en FormulaTv.
- Enlace al Imdb.
- Guía del Episodio (en inglés).

- Datos: Q5651609